# Dulder
Dulder (52° 20′ N, 6° 48′ L) é uma cidade dos Países Baixos, na província de Overijssel. Dulder pertence ao município de Dinkelland, e está situada a 8 km, a norte de Hengelo.
A área de Dulder, que também inclui as partes periféricas da cidade, bem como a zona rural circundante, tem uma população estimada em 1060 habitantes.